# 范培荫、曾翠英宅
范培荫、曾翠英宅位于中国安徽省黄山市黟县碧阳镇西街10-1号、西街10-2号。
2017年，范培荫、曾翠英宅公布为第五批黄山市文物保护单位。 